# Châteauneuf-du-Rhône

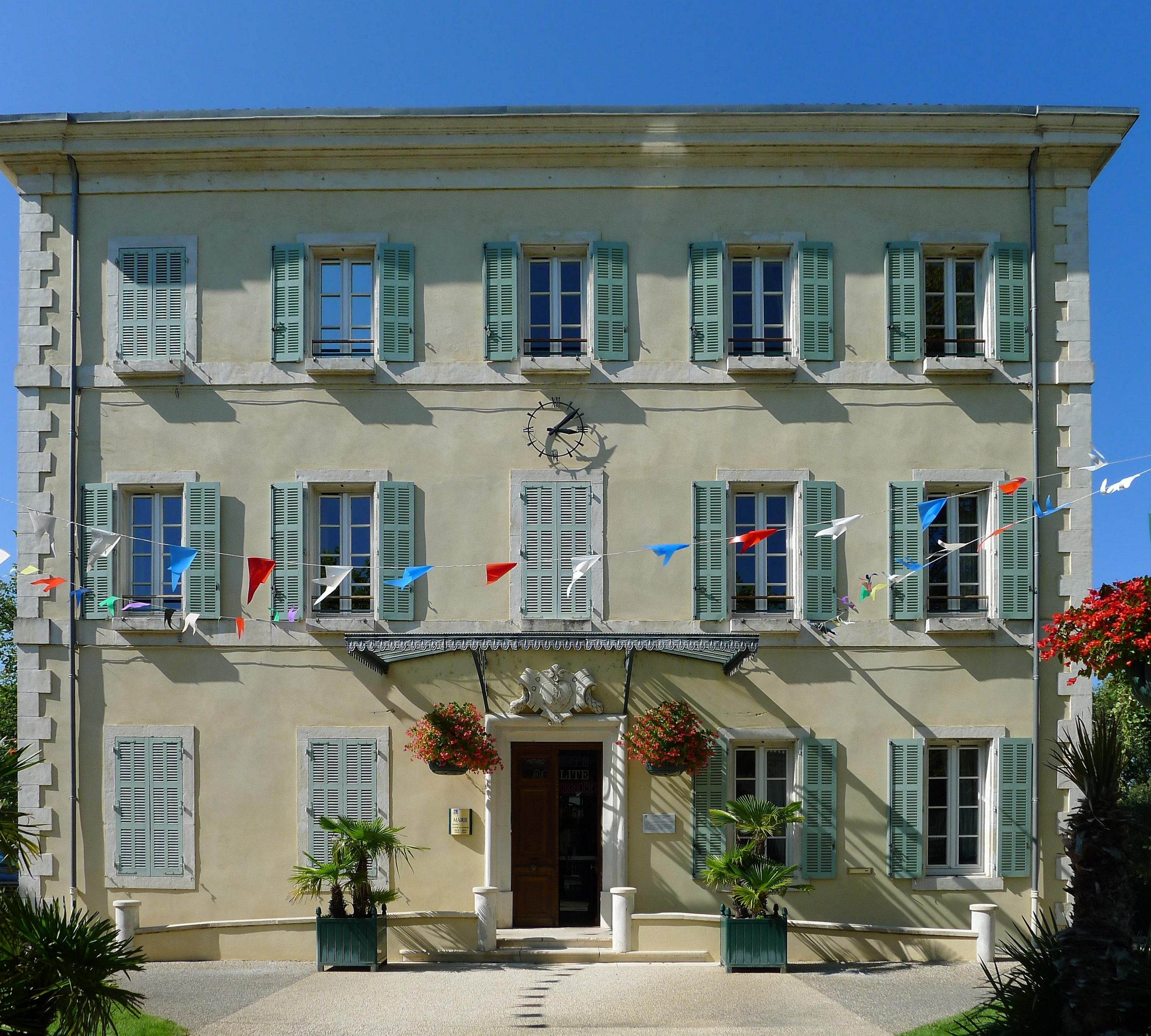
Ratusz w Châteauneuf-du-Rhône, 2011

Châteauneuf-du-Rhône – miejscowość i gmina we Francji, w regionie Owernia-Rodan-Alpy, w departamencie Drôme.
Według danych na rok 1990 gminę zamieszkiwały 2094 osoby, a gęstość zaludnienia wynosiła 77 osób/km² (wśród 2880 gmin regionu Rodan-Alpy Châteauneuf-du-Rhône plasuje się na 416. miejscu pod względem liczby ludności, natomiast pod względem powierzchni na miejscu 281.).